# スターの恋人
『スターの恋人』（スターのこいびと）は、2008年12月10日から2009年2月12日まで韓国SBSにて放送されたテレビドラマ。
日本では2009年5月1日から7月17日までWOWOWで毎週金曜20:00 - 22:00（2話ずつ放送）放送され、地上波では2009年8月25日から2009年11月16日までテレビ東京ランチチャンネル枠にて毎週月曜火曜12:05 - 13:00で放送。また、2010年9月27日から10月22日までTBSテレビ韓流セレクト枠でも放送された。

## あらすじ
韓流スター、イ・マリ（チェ・ジウ）とマリのゴーストライターを引き受けることになったキム・チョルス（ユ・ジテ)のラブストーリー。

## 出演
役名：俳優名（日本語版声優）
- イ・マリ：チェ・ジウ／幼少時：チョン・ダビン／高校生時代：パク・ボヨン
- キム・チョルス：ユ・ジテ／幼少時：カン・イソク
- チョン・ウジン：イ・ギウ
- チョ・ウニョン：チャ・イェリョン
- ソ・テソク：ソン・ジル
- ミン・ジャンス：イ・ジュニョク
- イ・スンヨン：ヤン・ヒギョン
- イ・ウンシル：クァク・ヒョナ
- ソ・ウジン：チェ・フィリップ
- ソン・ハヨン：キ・テヨン
- チョン・ビョンジュン：チョン・ウンテク
- キム・オクチャ：キム・ジヨン
- チェ・リョニ：イ・ジョンナム
- イ・ジスン：キム・イェリョン
- イ・ボヨン：キム・ジスク
- キム・ユリ：シン・ミニ
- キム・チョルスの父：ペ・ギボム
- アン教授：ユン・ジュサン
- チェ・ソンウク：イ・スンヒョン
- チャン・ルイ：コン・ヒョンジン
- キム・ジュシク：シン・ヒョンジュン
- イ・マリの母：キム・ミンチェ

## 解説
- 韓流スター、チェ・ジウが出演することで大きな話題を集めたが、韓国での視聴率は初回9.5%、最終回7.2%と低視聴率に終った。
- ソウル大学でのロケがドラマでは初めて行われた。
- 第1話 - 第4話は日本の奈良県、大阪府、兵庫県で撮影が行われた。

## スタッフ
- 演出：プ・ソンチョル
- 脚本：オ・スヨン